# 大島政允
大島 政允（おおしま まさのぶ、1942年（昭和17年）6月2日 - ）は、シテ方喜多流の能楽師 で、重要無形文化財総合認定保持者である。

## 概説
喜多流職分家である大島家の長男に生まれながら家を継がず高校教師をしていた大島厚民の長男として広島に生まれる。しかし、叔父で三代目当主の大島久見は子に恵まれず、1954年（昭和29年）に芸養子となる。 1958年（昭和33年）に喜多流宗家に入門し、後に喜多流十五世宗家となる喜多実に師事し、1960年（昭和35年）に『経政』で初シテを務める。1971年（昭和46年）の福山市喜多流能楽堂開館を機に大島家に戻り、『道成寺』、『安宅』、『石橋』、『望月』など大曲を披く。1986年（昭和61年）に重要無形文化財総合認定保持者に認定される。2000年（平成12年）に放送されたNHKの『葵 徳川三代』の第39回に、地謡にて出演した。2005年（平成17年）には、大島久見が能楽普及のために喜多流大島能楽堂で始めた定例鑑賞能が、通算200回を迎えた。また、日本国内での演能活動はもとより海外公演にも参加し活躍、喜多流能の会の代表を務め、福山喜多会及び広島大島会を主宰した。2023年（令和5年）に開催した『大島家三代能』への出演をもって引退とした。能楽師として活動する子女に、長女の大島衣恵、長男の大島輝久、次女の大島文恵、三女の大島紀恵がいる。

## 受賞等
- 1986年（昭和61年）- 重要無形文化財総合認定保持者[2]
- 2010年（平成22年）- 広島県教育賞[9]
- 2012年（平成24年）- 広島県地域文化功労賞[9]
- 2013年（平成25年）- 中国新聞社中国文化賞[9]
- 2014年（平成26年）- 地域文化功労者[5]
- 2015年（平成27年）- 山陽新聞社地域文化功労賞[9]

## 関連書誌
- 大島寿太郎『鞆浦』大島政允、1995年7月。全国書誌番号:96045607。
- 「シテ方喜多流・大島政允氏に聞く」『武蔵野大学能楽資料センター紀要』第22号、武蔵野大学能楽資料センター、2010年、101-110頁、ISSN 1880-053X。

## 脚註

### 註釈
1. ↑  喜多流宗家に入門中に学校法人成城学校成城高等学校を卒業している[3]。
2. 1 2  福山市喜多流能楽堂は、2003年（平成15年）の改装再開館の際に、喜多流大島能楽堂と改称した[2]。2013年（平成25年）に、多年にわたり能楽の振興と普及発展に貢献したとして、観世寿夫記念法政大学催花賞を受賞している[4]。